# East Mountain (Teksas)
East Mountain je grad u američkoj saveznoj državi Teksas. Prema popisu stanovništva iz 2010. u njemu je živjelo 797 stanovnika.